# ゲンナディ聖書

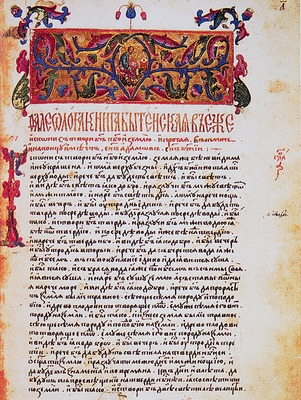
ゲンナディ聖書

ゲンナディ聖書（ロシア語: Геннадиевская Библия, 英語: Gennady Bible）は、1499年に、ノヴゴロド大主教ゲンナディによって初めて一冊のコデックスにまとめられた教会スラヴ語訳聖書である。
それまでにも教会スラヴ語訳聖書は古代スラヴ語でキュリロスとメトディオスによるモラヴィア伝道以来翻訳が行われ、これはスラヴ系諸族の正教会で使われていたが、東ローマ帝国（ビザンティン）における当時の方法と同様に、モーセ五書（もしくは旧約八書）、列王記、箴言などの教訓、預言書、聖詠、福音経、使徒経など、それぞれに分けられた分冊形式のものしかなかった。
聖書全書（旧約・新約）の教会スラブ語訳聖書は、1581年の『オストロク聖書』を待つことになる。